# آن روز بروكس
آن روز بروكس (بالإنجليزية: Anne Rose Brooks)‏ هي ممثلة أمريكية، ولدت في 15 يوليو 1963.

## أعمال

### مسلسلات
- عالم آخر

## وصلات خارجية
- آن روز بروكس على موقع IMDb (الإنجليزية)
- آن روز بروكس على موقع قاعدة بيانات الفيلم (الإنجليزية)